# 1676 a tudományban
Az 1676. év a tudományban és a technikában.

## Események
- Anton van Leeuwenhoek mikrószkópjával felfedezi a baktériumokat
- Ole Rømer dán csillagász elsőként méri meg közvetetten a fénysebességet

## Születések
- május 28. – Jacopo Riccati itáliai matematikus; nevét viseli a Riccati-féle differenciálegyenlet († 1754)